# 國順公園
國順公園位於臺灣臺北市大同區國順里，是一座具有當地米食文化特色的公園。於2001年起開始興建計畫，然而因為徵收問題，直到2018年方啟用。

## 歷史
國順公園的興建計畫最早於2001年提出，當時的公園名稱定為大同388公園。但在徵收成本高昂、土地所有權複雜的情況下，長期未進行徵收。直到臺北市政府提出「大同再生計畫」，認為大同區綠地比例較低，應新增公園設施，在國順里里長的陳情下，決定編列約6.5億預算著手興建。2018年1月，市政府開始拆除國順公園用地的房屋，進行興建工程。在同年10月8日，國順公園完工啟用。

## 設施
國順里周圍過去曾是米食集散地，因此公園內有米食文化相關設施。此外，公園內也有生態池和遊樂設施。

## 爭議
在公園完工後，一旁的昌吉街131巷成為公園的一部份，且巷道寬度為2公尺，部分居民認為會造成不便。

## 外部連結
- 臺北旅遊網中對於國順公園的描述